# Uroleucon scorzonerae
Uroleucon scorzonerae är en insektsart som beskrevs av Danielsson 1974. Uroleucon scorzonerae ingår i släktet Uroleucon och familjen långrörsbladlöss. Arten är reproducerande i Sverige. Inga underarter finns listade i Catalogue of Life.